# Убсунурська котловина (заповідник)
Державний природний біосферний заповідник «Убсунурська котловина» -- заповідник у Республіці Тива Російської Федерації. Заповідник являє собою російську частину транскордонного російсько-монгольського об’єкту всесвітньої спадщини ЮНЕСКО «Убсунурська котловина» загальною площею 898064 га.

## Загальна інформація
Заповідник складається з 9 кластерів загальною площею 323198,4 га, площа охоронюваної території 601938 га.

## Історія
Заповідник створено 24 січня 1993 року. У 1997 році присвоєно біосферний статус. У 2000 році територію заповідника розширено за рахунок земель Овюрського, Бай-Тайгинського, Сут-Хольського кожуунів, також було суттєво розширено ділянку в Монгун-Тайгинському кожууні. У 2003 році територія заповідника включена у список Всесвітньої природної та культурної спадщини ЮНЕСКО.
У травні 2004 року розширено повноваження заповідника, на охоронювану територію  покладено завдання покращити умови існування рідкісних та особливо цінних видів тварин та рослин.

## Роль в охороні природи

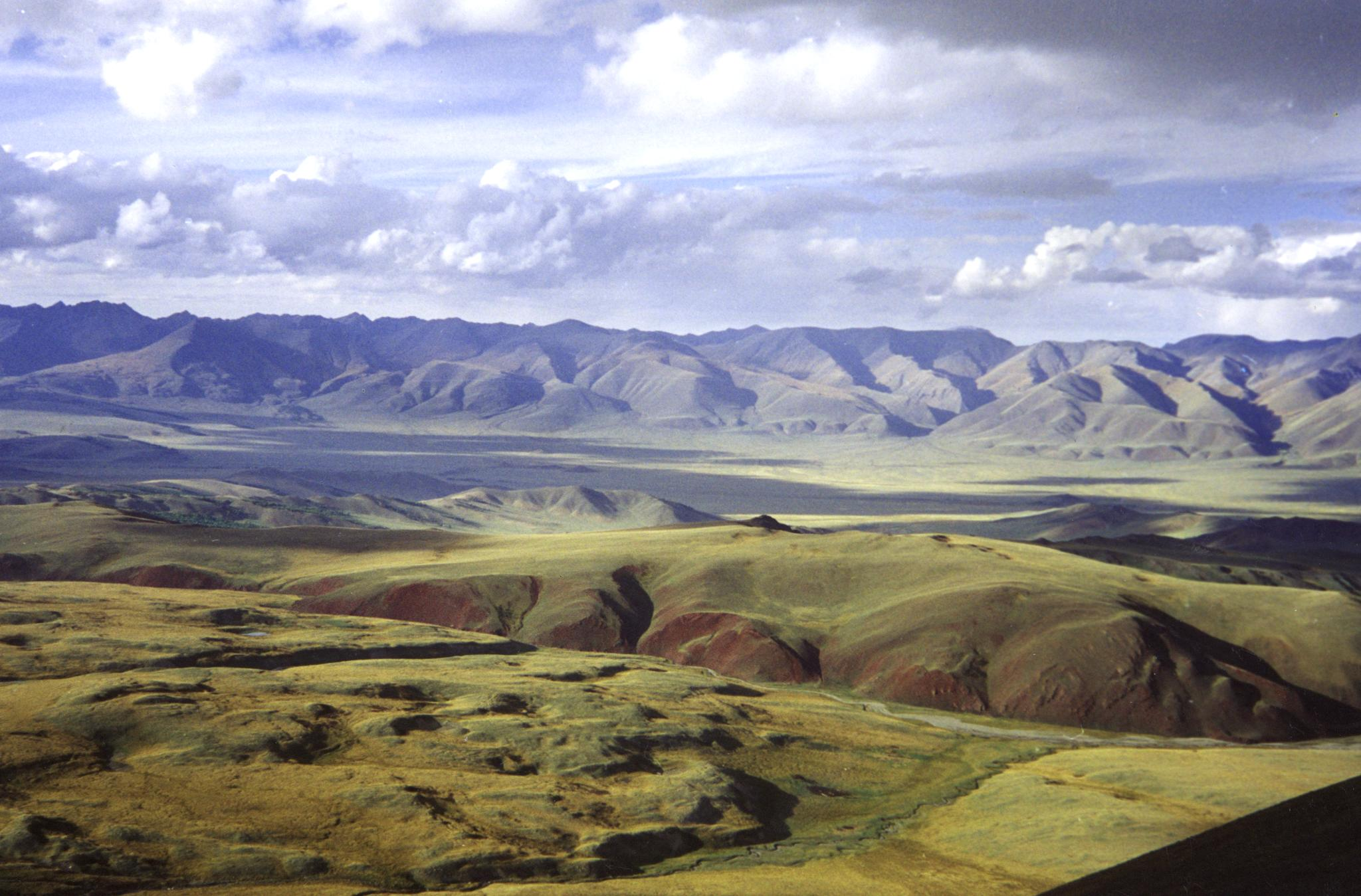
Убсунурська котловина

Територія Убсунурської котловини віддалена від промислових центрів, у природному відношенні вона унікальна – це замкнутий безстічний басейн озера Убсу-Нур – на порівняно компактній території представлені майже всі природні зони Землі крім саван та джунглів. Через невеликі розміри котловини  природні процеси можуть бути легко зруйновані при розвитку важкої та гірничої промисловості. Тому котловина потребувала статусу території з обмеженим природокористуванням.
На території заповідника живе 83 види ссавців, 350 видів птахів, 3 види риб, 2 види амфібій та 7 видів рептилій. Флора заповідника нараховує 1263 види рослин.

## Особливо цінні природні об’єкти
- Льодовик Монгун Тайга знаходиться на найвищій точці (3970 м над рівнем моря), ділянка з вічними снігами в заповіднику, являє собою унікальний ландшафт, який поєднує ділянки вічних снігів, моренних гряд, великої кількості струмків та річок;
- Піски Цугеер-Елс – найпівнічніша у світі піщана пустеля представлена ділянкою Цугеер-Елс;
- Останець Ямаалиг;
- Озеро Убсу-Нур – унікальне безстічне озеро площею 3350 км. кв.;
- Сніговий барс – занесений в Червону книгу РФ;
- Архар – рідкісний гірський баран занесений в Червону книгу РФ;
- Манул – рідкісний степовий кіт занесений в Червону книгу РФ
- Північний лісовий олень – рідкісний підвид північного оленя занесений в Червону книгу РФ

## Опис
Заповідник розповсюджений в Убсунурській котловині, яку обмежують з півночі хребти Західний та Східний Танну-Ола та нагір’я Сангилен, з півдня – хребти Буднай-Нуру та Хан-Хухей, з заходу – хребет Цаган-Шибету та суміжні з Монгольським Алтаєм масиви Турген-Ула та Хархира, зі сходу обмежує водорозділ з басейном річки Делгер-Мурен. 

## Вивчення фауни
Заповідник проводить моніторинг стану природних комплексів, рідкісних видів тварин, зокрема сніжний барс та аргалі, двох підвидів тарбаганів, трьох підвидів бобра, дрофи, сокола-балабана, манула. Менше вивчені гірська гуска, сибірський гірський цап, дзерен, перелітні та хижі птахи.
У 2004 році укладено угоду про співпрацю у галузі спостереження із суміжним державним природним заповідником Монголії «Увс-Нуур». Планується створення транскордонного біосферного резервату. Суміжними заповідниками узгоджено та прийнято спільний логотип.

## Площа заповідника за кластерними ділянками
- Кара-Холь - 122451 га
- Хан Деер - 112917,4 га
- Оруку-Шинаа - 28750 га
- Улар - 18000 га
- Монгун-Тайга - 15890 га
- Арисканниг - 15000 га
- Цугеер-Елс - 4900 га
- Убсу-Нур - 4490 га
- Ямаалиг - 800 га

## Кластери заповідника

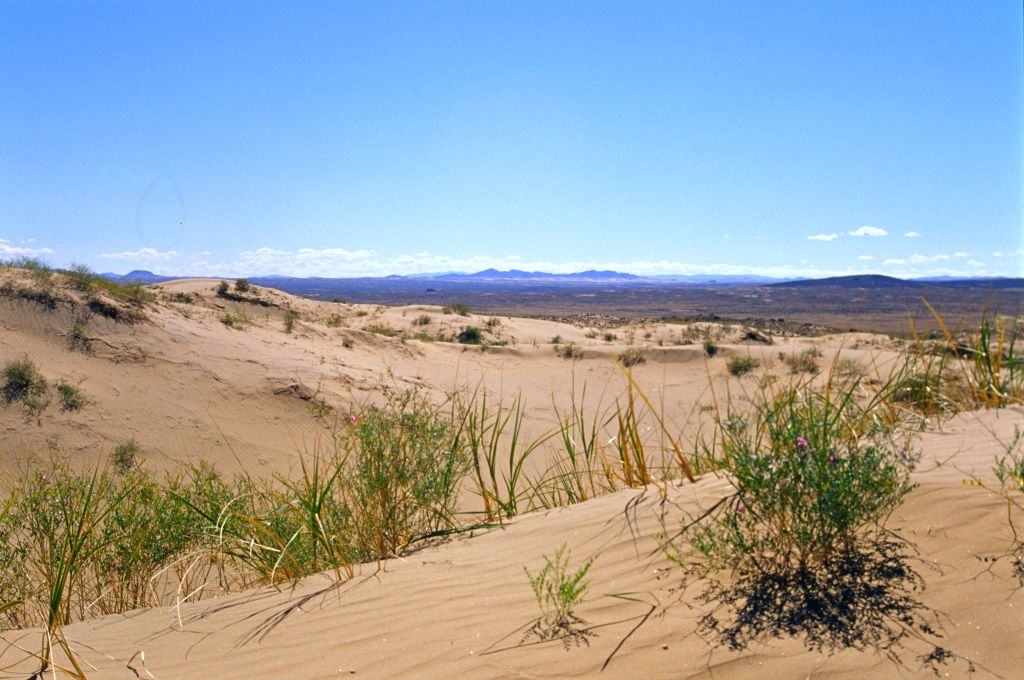
Піски Цугеер-Елс

- Кластерна ділянка «Цугеер-Елс» представлена еоловими піщаними дюнами. Розташована у північно-східній частини Убсунурської котловини по лівобережжю річки Тес-Хем й охоплює великі аридні піски Цугеел-Елс.
- Кластерна ділянка «Улар» розташована на південному макросхилі хребта Сангилен, охоплює весь басейн річки Улар-Хем та частину водорозділів хребта Хорумнут-Тайга Гірські ліси південного кордону бореальних лісів Сибіру.
- Кластерна ділянка «Ямаалиг» розташована в південній частині останцової рівнини на лівому березі р Тес-Хем, східніше хребта Агар-Даг, північніше пісків Алтан-Елс. Висота 1321 м над рівнем моря. Протяжність 10 км.
- Кластерна ділянка Арисканниг розташована на південних схилах хребта Танну-Ола, в басейні р Арисканниг-Хем та має прямокутну форму, витягнуту з півночі на південь. Максимальна ширина ділянки 24—28 км, довжина 42 км.
- Кластерна ділянка «Убсу-Нур» розташована в північній частині озера та в дельті р. Оруку-Шинаа вздовж кордону Росії. Найбільше безстічне озеро в котловині Великих озер Монголії. Ключова орнітологічна територія міжнародного значення.
- Кластерна ділянка «Оруку-Шинаа» розташована на території Тес-Хемського кожууна у долині річки Оруку-Шинаа вздовж кордону Росії та Монголії. Ключова орнітологічна територія міжнародного значення. Природні зарості обліпихи крушиновидної.
- Кластерна ділянка «Монгун-Тайга» охоплює масив вершини Монгун-Тайга (найвищої точки Східного Сибіру – 3976 м над рівнем моря) та включає льодовикову частину масиву. Кластер та охоронювані зони – ключова територія Алтай-Саянського екорегіону по збереженню ландшафтного та біорізноманіття (сніжний барс, аргалі).
- Кластерна ділянка «Кара-Холь» розташована у північно-західній частині республіки на території Бай-Тайгинського кожууна на межі з Республікою Алтай та Республікою Хакасія. Межує з Алтайським та Хакаським заповідниками, ключова територія Алтай-Саянського екорегіону по збереженню біорізноманіття (сніжний барс та ін).
- Кластерна ділянка «Хан-Деер» (Кантегир) розташований на південних схилах хребта Західний Саян, вздовж межі з Красноярським краєм. По Хемчицькому хребту межує з Саяно-Шушенським заповідником. Ключова територія Алтай-Саянського екорегіону по збереженню ландшафтного та біорізноманіття (сніжний барс, лісний північний олень, козеріг та ін.).